# The Jean Genie
The Jean Genie ist ein Lied des englischen Singer-Songwriters David Bowie, das ursprünglich im November 1972 als Single zu seinem Album Aladdin Sane von 1973 veröffentlicht wurde. Laut Bowie handelt es sich um einen „imaginären Amerikaner“, zu dem er durch Iggy Pop inspiriert wurde. Der Titel war eine Anspielung auf den Schriftsteller Jean Genet. The Jean Genie ist wohl eines der berühmtesten Stücke von David Bowie. The Jean Genie erreichte Platz 2 der UK Single Charts.

## Aufnahme und Hintergrund
Laut Autor Nicholas Pegg entstand The Jean Genie als eine improvisierte Jam mit dem Titel Bussin im Tourneebus zwischen den ersten beiden Konzerten in Cleveland und Memphis, als Mick Ronson begann, die von Bo Diddley inspirierte Gitarre auf seiner neuen Gibson Les Paul zu spielen. Es wurde später das erste Lied, das Bowie im Herbst 1972 während seiner US-Tournee für das Album Aladdin Sane komponierte und das Lied in New York City vervollständigte. Hier verbrachte er auch die meiste Zeit mit Andy Warhol und Cyrinda Foxe im Studio. Bowie behauptete später: „Ich habe den Song zu Cyrindas Vergnügen in ihrer Wohnung geschrieben: Sexy girl.“ Bowie beschrieb das Lied später in den 1990er Jahren als „ein Sammelsurium imaginärer Amerikaner“ und als „mein erstes New York Lied“. Die Aufnahme fand am 6. Oktober 1972 in den New Yorker RCA-Studios statt. Die Mischung erfolgte in der folgenden Woche im RCA Studio B in Nashville, Tennessee. Die Original-Single-Mischung ist in normalen Stereo aufgenommen, während die Klanglandschaft in der Album-Mischung durch eine Stereobasisverbreiterung verändert wurde.

## Musik und Text
Der tuckernde R&B Riff des Songs wird oft mit den Yardbirds verglichen, insbesondere deren Cover von Bo Diddleys I’m a Man, wurde aber höchstwahrscheinlich von dem französischen Sänger Jacques Dutroncs La Fille du Père Noël (1966) adaptiert, während der Text mit der „stilisierten Schäbigkeit“ von Velvet Underground verglichen wurde. Das Thema wurde teilweise durch Bowies Freund Iggy Pop inspiriert, oder wie Bowie es mit eigenen Worten ausdrückte: „eine Figur vom Typ Iggy... aber es war nicht wirklich Iggy“. Die Zeile „Er ist so einfältig, er kann sein Modul nicht steuern“ (“He's so simple minded, he can't drive his module”) gab später der Band Simple Minds ihren Namen.
Der Titel wird seit langem als Anspielung auf den Schriftsteller Jean Genet verstanden. Bowie wurde einmal zitiert, als er sagte, dass dies „unterbewusst sei ... aber wahrscheinlich ist es da, ja“. 2005 stellte er dies in seinem Buch Moonage Daydream weniger zweideutig fest: „Angefangen als ein leichtes Riff-Ding, das ich eines Abends in NY zu Cyrindas Vergnügen geschrieben hatte, entwickelte ich den Text zu dem ansonsten wortlosen Pumper und es wurde schließlich ein bisschen zu einem Sammelsurium Imaginärer Amerikaner … basierend auf einer Iggy (Pop)-artigen Person… Der Titel war natürlich ein ungeschicktes Wortspiel mit Jean Genet“.

## Musikvideo
Mick Rock führte Regie bei einem Musikvideo zur Promotion des Songs, der im Oktober 1972 in San Francisco gedreht wurde. Er mischte Konzert- und Studioaufnahmen von Bowie, wo er mit den Spiders From Mars auftrat, sowie mit den Aufnahmen im Mars Hotel, wo er mit Cyrinda Foxe posiert. Bowie wollte, dass das Video „Ziggy als eine Art Hollywood-Straßenratte“ mit einer „Gefährtin der Marke Marilyn Monroe“ darstellt. Dies führte zu Foxes Casting, und sie flog eigens für die Dreharbeiten von New York nach San Francisco.
Bowie nahm auch The Jean Genie für Top of the Pops auf, die Vorstellung wurde am 4. Januar 1973 ausgestrahlt. Ungewöhnlich für die damalige Zeit, trat die vierköpfige Band live auf, einschließlich eines ausgedehnten Gitarrensolos von Mick Ronson. Die Bänder dieser Ausgabe von Top of the Pops wurden anschließend gelöscht, aber eine Kopie wurde von BBC-Kameramann John Henshall erstellt, der für die Aufzeichnung die damals neue fisheye lens Kamera-Technik verwendete. Henshall wurde von dem Musikfernseh-Archivisten Ray Langstone kontaktiert, der John dazu überredete, sein historisches Material mit ihm zu teilen. Der Film ist seitdem erhalten geblieben und wurde im Dezember 2011 im British Film Institute gezeigt. Die BBC strahlte den Clip am 21. Dezember 2011 zum ersten Mal seit der ursprünglichen Ausstrahlung im Januar 1973 in ihrem Top of the Pops 2 Christmas Special erneut aus.

## Veröffentlichung
Der Song The Jean Genie wurde am 24. November 1972 von RCA Records (als RCA 2302) als A-Seite zu Bowies Album Aladdin Sane veröffentlicht, mit dem Song Ziggy Stardust als B-Seite. Auf dem Album erscheint er als neunter und vorletzter Titel. Er war 13 Wochen lang in den UK Singles Chart zu finden und erreichte den 2. Platz. In den USA kletterte die Single auf Platz 71 der Billboard Hot100 und war damit der bisher größte Bowie-Hit in den Charts. Er wurde von Little Jimmy Osmonds Long Haired Lover from Liverpool von der Spitze verdrängt. Während der Biograf David Buckley den Song als „abgedroschen aber unbestreitbar eingängig“ beschrieben hat, bleibt es eine von Bowies charakteristischen Melodien und wurde von ihm oft bei Konzerten gespielt.
Einige Kontroversen entstanden in Großbritannien, als die RCA-Kollegen der Band The Sweet den Song Block Buster! herausbrachten, der ein Riff verwendet, der The Jean Genie sehr ähnlich ist. The Sweets Single, geschrieben von Mike Chapman und Nicky Chinn, wurde etwas später als Bowies Song aufgenommen und veröffentlicht. Block Buster schaffte es auf Platz 1 der britischen Charts und auf Platz 73 der US-Charts, während The Jean Genie noch in den britischen Top 10 war. Die Ähnlichkeit sei laut Nicky Chinn „ein absoluter Zufall“. Chinn beschrieb ein Treffen mit Bowie, „bei dem er mich völlig unbewegt ansah und dann sagte: ‚Miststück!‘ Dann stand er auf, umarmte mich und dann sagte: ‚Glückwunsch…‘“

## Titel
Alle Songs geschrieben von David Bowie.
1. The Jean Genie – 4:02
2. Ziggy Stardust – 3:13

Auf der US-Version ist Hang On to Yourself auf der B-Seite. Auf der B-Seite der japanischen Pressung ist John, I’m Only Dancing.

## Musiker
- David Bowie – Gesang, elektrische Rhythmus-Gitarre, Harmonika
- Mick Ronson – Leadgitarre, Hintergrundgesang
- Trevor Bolder – Bass
- Mick „Woody“ Woodmansey – Schlagzeug
- Aynsley Dunbar – Percussion

### Produzenten
- Ken Scott
- David Bowie

## Kommerzieller Erfolg

### Chartplatzierungen
| ChartsChartplatzierungen       | Höchstplatzierung | Wochen |
| ------------------------------ | ----------------- | ------ |
| Deutschland (GfK)              | 37 (1 Wo.)        | 1      |
| Vereinigte Staaten (Billboard) | 71 (5 Wo.)        | 5      |
| Vereinigtes Königreich (OCC)   | 2 (13 Wo.)        | 13     |

### Auszeichnungen für Musikverkäufe
| Land/Region                  | Auszeichnungen für Musikverkäufe (Land/Region, Auszeichnung, Verkäufe) | Verkäufe |
| ---------------------------- | ---------------------------------------------------------------------- | -------- |
| Vereinigtes Königreich (BPI) | Silber                                                                 | 200.000  |
| Insgesamt                    | 1× Silber ·                                                            | 200.000  |

Hauptartikel: David Bowie/Auszeichnungen für Musikverkäufe

## Live Versionen
- Eine Live-Version, aufgenommen in Santa Monica Civic Auditorium am 20. Oktober 1972 veröffentlicht auf Santa Monica '72 und Live Santa Monica '72, wie als Bonus Disc der Aladdin Sane – 30th Anniversary Edition in 2003. Diese Version erschien auch auf der japanischen Veröffentlichung von RarestOneBowie.
- Das Lied wurde am 3. Juli 1973 im Hammersmith Odeon gespielt, ist aber nicht auf dem Ziggy Stardust – The Motion Picture Album. In dieser speziellen Version war Jeff Beck auf der Gitarre zu hören.
- Eine Live-Version der ersten Etappe der Tournee von 1974 erschien auf David Live. Eine Live-Aufnahme vom zweiten Teil derselben Tournee (zuvor auf dem inoffiziellen Album A Portrait in Flesh erhältlich) wurde 2017 auf Cracked Actor (Live Los Angeles '74) veröffentlicht.
- Ein am 23. März 1976 aufgezeichneter Live-Auftritt wurde in das Live Nassau Coliseum '76 aufgenommen, das 2010 als Teil der Neuauflagen des Albums Station to Station, 2016 im Box-Set Who Can I Be Now? (1974-1976) und 2017 als eigenständiges Album veröffentlicht wurde.
- Eine am 6. Mai 1978 aufgenommene Live-Version wurde in die 2017er Ausgabe von Bowies Live-Album Stage aufgenommen, das im Box-Set A New Career in a New Town und als eigenständiges Album im Jahr 2018 veröffentlicht wurde.
- Ein Auftritt vom Sommer 1978 aus derselben Isolar II tour wurde 2018 auf Welcome to the Blackout veröffentlicht.
- Der Song wurde erst spät während Bowies Glass Spider Tour 1987 in die Setlist aufgenommen und als Teil des Konzertvideos Glass Spider (1988/2007) veröffentlicht.
- Billy Corgan führte das Lied zusammen mit David Bowie bei Bowies Konzert zum 50. Geburtstag im Januar 1997 live auf.

## Veröffentlichungen
- The Jean Genie ist außerdem auf vielen Bowie-Kompilationen erschienen:
  - The Best of David Bowie (Japan 1974)
  - ChangesOneBowie (1976)
  - The Best of Bowie (1980)
  - ChangesBowie (1990)
  - The Singles Collection (1993)
  - The Best of David Bowie 1969/1974 (1997)
  - Best of Bowie (2002)
  - The Platinum Collection (2006)
  - Nothing Has Changed (2014) – original single mix
  - Bowie Legacy (2016) – original single mix

## Andere Veröffentlichungen
- In der nach dem gleichnamigen David-Bowie-Song benannten Serie BBC-Fernsehserie Life on Mars – Gefangen in den 70ern wird das Lied von Detective Chief Inspector Gene Hunt erwähnt, der sich periodisch als „The Gene Genie“ bezeichnet. In der Episode A Conflict of Interests wird es gespielt, als sie den Club betreten; in einer späteren Szene, während sie Stephen Warren aus seinem Club begleiten, wird Sweets Block Buster! mit einem vergleichbaren Riff gespielt. Hunt bezeichnet sich selbst häufiger als den „Gene Genie“ in der Folgeserie Ashes to Ashes (auch benannt nach einem gleichnamigen Lied von Bowie) und seine Titelmusik ist eine Instrumentalversion von The Jean Genie (umbenannt in Gene Genie), die der Komponist der Serie, Edmund Butt, geschaffen hat.
- Das Lied erscheint in der 2007 erschienenen Biografie von Ian Curtis, Control von Anton Corbijn. In dem Film singt der junge Curtis das Lied mit, während es auf einem Plattenspieler in seinem Schlafzimmer abgespielt wird; das Lied spielt weiter, während die Szene zu Curtis und Debbie wechselt, die zu einem Bowie-Konzert gehen.[14][15]